# Anser indicus

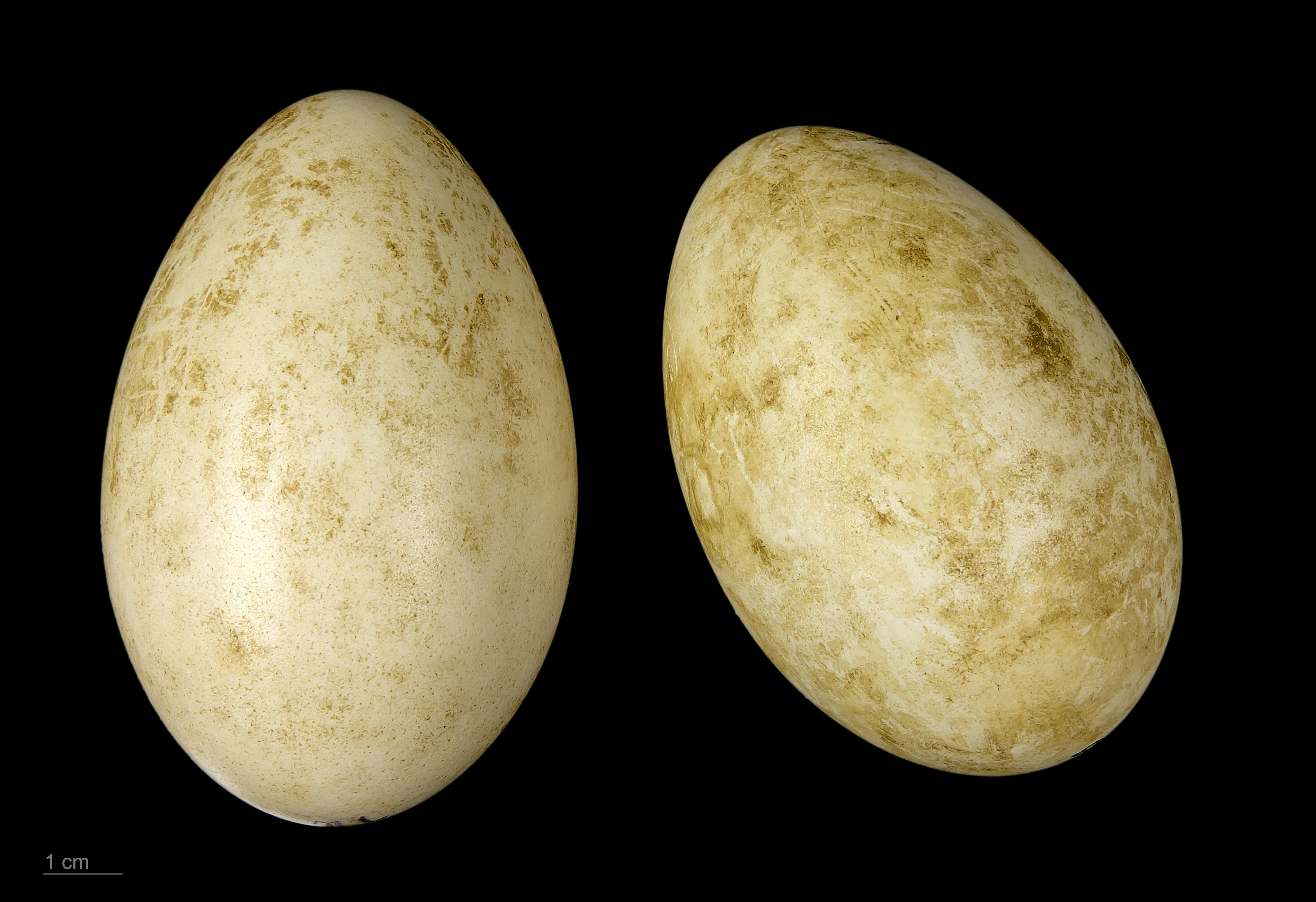
Anser indicus - MHNT

El ánsar indio, ánsar calvo o ganso indio (Anser indicus) es una especie de ave anseriforme de la familia Anatidae que habita el Asia central e hiberna en los humedales de la India, Pakistán y Birmania. Su coloración es inconfundible, y una de las aves capaces de volar a mayor altitud, sobrevolando las más altas cimas del Himalaya.
Es una especie muy habitual en parques zoológicos, de donde han conseguido escaparse numerosos ejemplares que se reproducen en libertad en bastantes países de Europa. En algunos, como Gran Bretaña, Holanda o Alemania, podría estar ya en camino de constituir poblaciones naturalizadas. En estos países es posible encontrar algunos individuos junto a bandadas mayores de otros ánsares, frecuentemente de ganso común, especialmente en invierno.